# Marcia Harris
Marcia Harris (nacida como Lena Hill, 14 de febrero de 1868 – 18 de junio de 1947) fue una actriz estadounidense. Apareció en 48 películas entre 1915 y 1932.
Nació en Providence, Rhode Island, y como aficionada actuó principalmente en papeles principales masculinos con la organización teatral Chelsea Club de Boston.
Las apariciones de Harris en Broadway incluyen The Adding Machine (1923), What Happened to Jones (1917), Rich Man, Poor Man (1916), and All Aboard (1913).  Sus otros trabajos en obras de teatro incluyen la producción musical Alma, Where Do You Live? (1911).
Harris murió en Northampton, Massachusetts.

## Filmografía parcial
- The Foundling (1915)
- The Foundling (1916)
- Susie Snowflake (1916)
- Great Expectations (1917)
- The Poor Little Rich Girl (1917)
- Every Girl's Dream (1917)
- The Little Boy Scout (1917)
- Madame Jealousy (1918)
- Prunella (1918)
- Day Dreams (1919)
- The Bishop's Emeralds (1919)
- Kathleen Mavourneen (1919)
- Anne of Green Gables (1919)
- The Flapper (1920)
- The Right to Love (1920)
- Orphans of the Storm (1921)
- A Heart to Let (1921)
- The Girl from Porcupine (1921)
- Oh Mary Be Careful (1921)
- The Fighting Blade (1923)
- On the Banks of the Wabash (1923)
- The Truth About Wives (1923)
- Sinners in Heaven (1924)
- Isn't Life Wonderful (1924)
- Who's Cheating? (1924)
- Lena Rivers (1925)
- The King on Main Street (1925)
- Love 'Em and Leave 'Em (1926)
- So's Your Old Man (1926)
- Backstage (1927)
- The Music Master (1927)
- Take Me Home (1928)
- Brotherly Love (1928)
- The Squall (1929)
- The Greene Murder Case (1929)
- Young as You Feel (1931)
- Three Wise Girls (1932)